# Pétervására

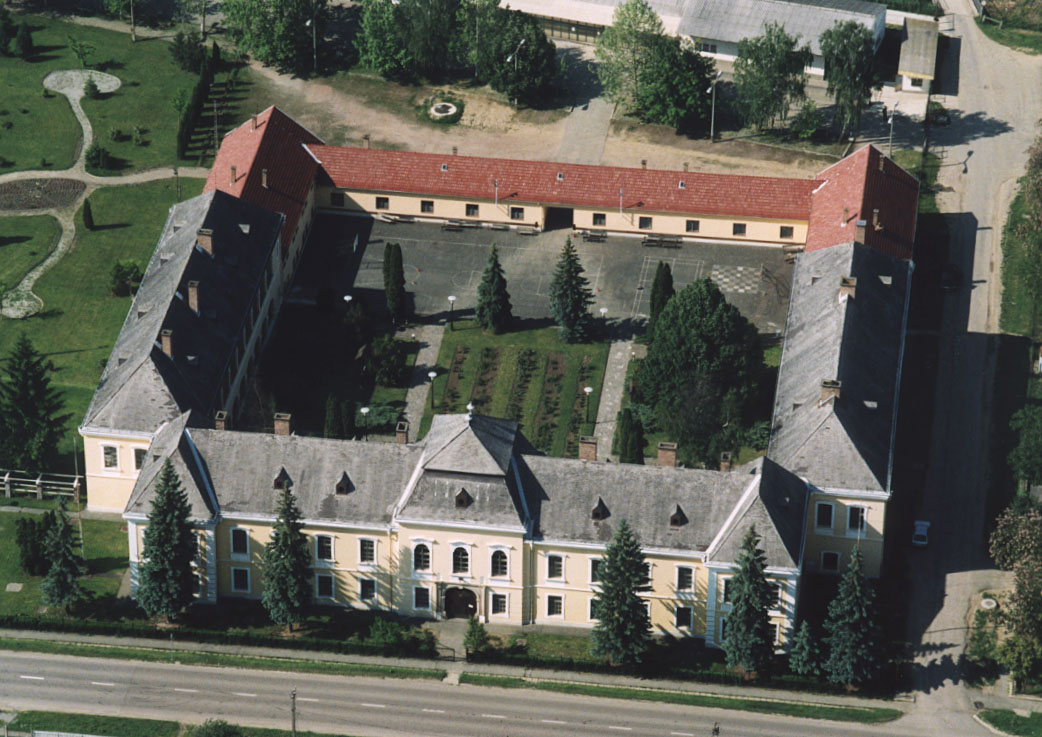
Pétervására slott.

Pétervására är en mindre stad i distriktet med samma namn i Heves län i norra Ungern. Pétervására hade år 2020 totalt 2 028 invånare.